# Правильное написание действительного наименования воинского формирования

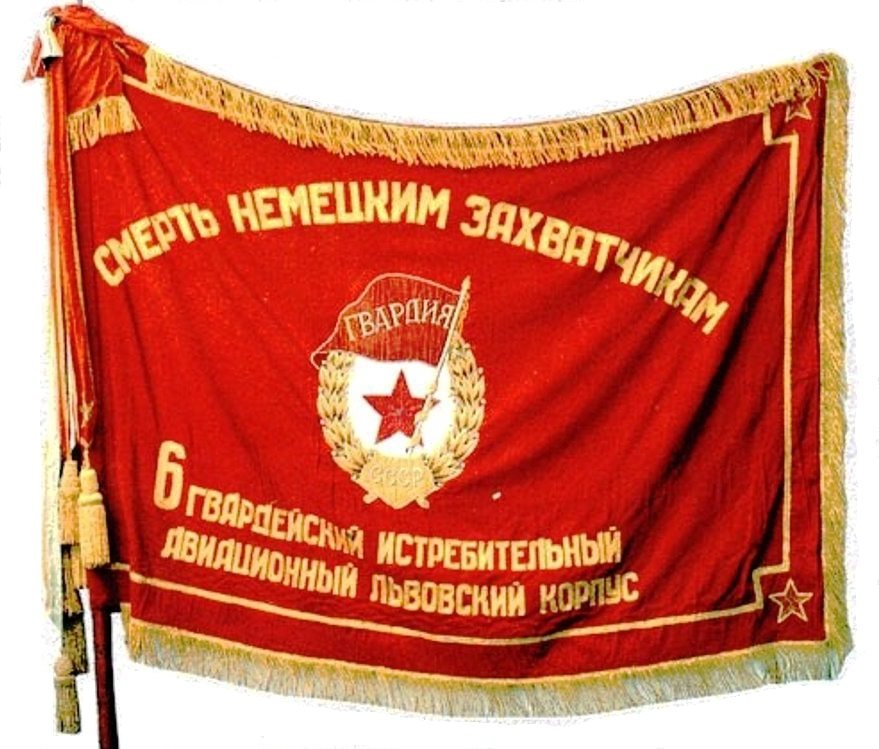
Гвардейское Боевое знамя 6-го гвардейского истребительного авиационного корпуса

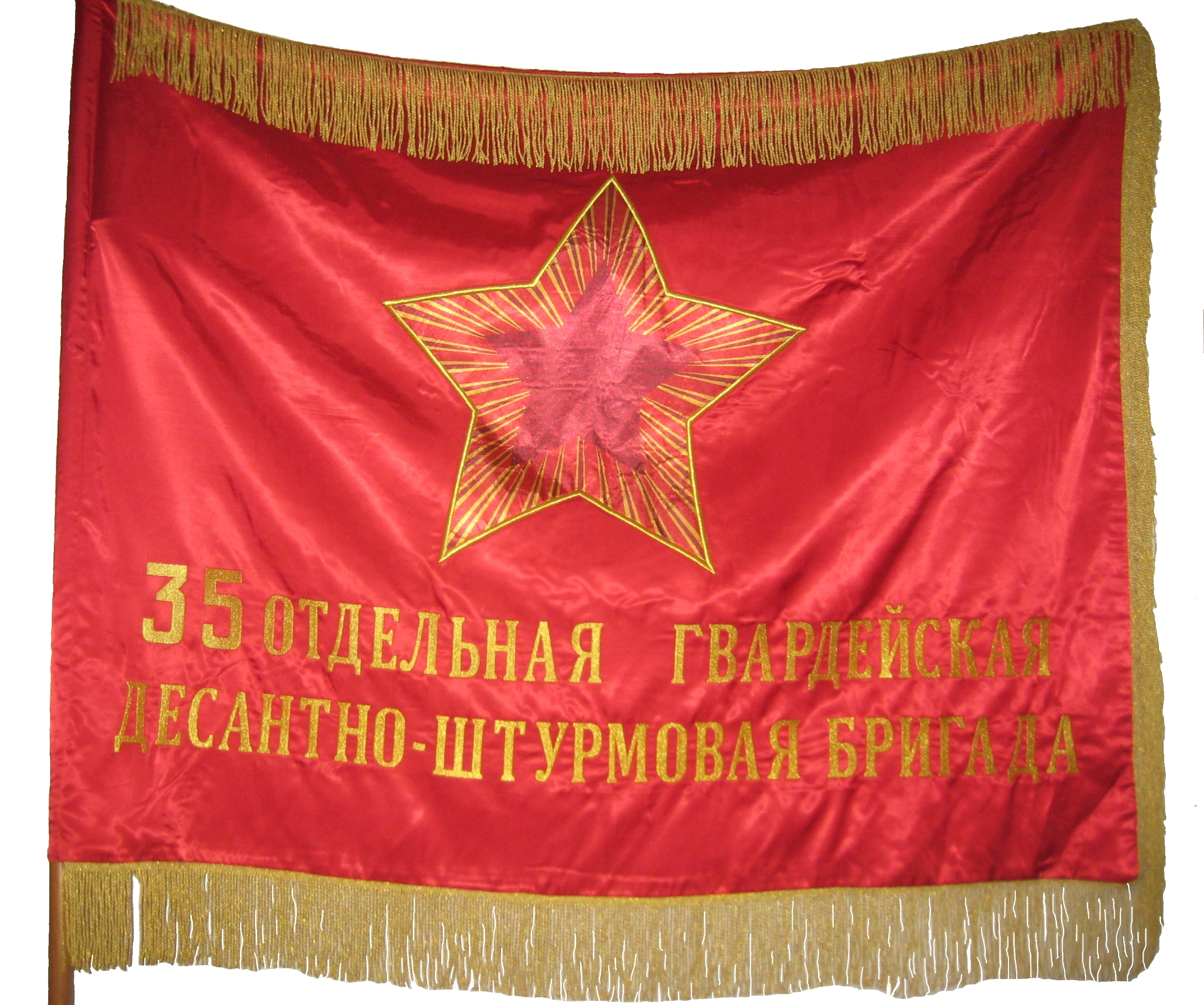
Боевое Знамя 35 огдшбр.
Правильное написание полного наименования по знамени.
Статус Отдельная перед почётным званием Гвардейская.

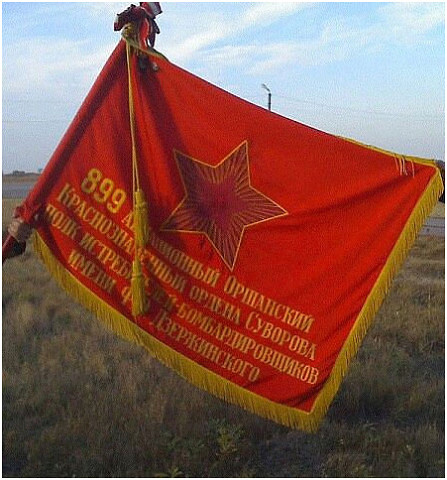
899-й гвардейский штурмовой авиационный Оршанский дважды Краснознаменный ордена Суворова полк им. Ф. Э. Дзержинского. Боевое знамя

Написание полного действительного наименования формирования — свод правил в последовательности наименования формирования, для однообразного написания наименования подразделений, частей, соединений и объединений, награждённых знаками отличия (почётными званиями, почётными наименованиями (в том числе и именными) и орденами), в ознаменование заслуг в Вооружённых силах СССР и России.

## Предпосылки
Для формирований, в военном деле, используются наименования:
- действительные (полное, укороченное и сокращённое);
- условное (полное и сокращённое).

В различных источниках часто встречается искаженное написание полных действительных наименований формирований, которые включают в себя все почётные звания, почётные наименования, именные наименования, регалии и награды в различном порядке и с произвольным написанием. Наиболее распространенными ошибками являются указание статуса «отдельный(ая)» после почётного звания «гвардейский(ая)» и неправильный порядок слов при указании ордена «Краснознамённый(ая)».

## Написание действительного наименования формирования в ВС СССР
В ВС СССР использовалась сформированная со времен Гражданской войны система наименования воинских частей и соединений, которая претерпела ряд изменений с течением времени.
Формирования включают в себя объединения, соединения, части и подразделения многих родов войск и сил видов ВС, спецвойск, но в наименовании используется преобладающий род войск и сил. Перед Великой Отечественной войной упоминание рода войск и сил из письменного наименования (но не действительного) соединений во внутренних документах (но не в приказах о награждении и присвоении почётного наименования соединению) РККА стали убирать. Так, 7-я танковая дивизия превращалась в 7-ю дивизию, а 4-й механизированный корпус — в 4-й корпус.
Практика присвоения соединениям и частям почетных наименований и имен сложилась в Гражданскую войну. Почетные наименования подразделялись на:
- географические наименования — присваивались за отличия в боях в какой-либо местности, по месту формирования, по месту дислокации или как шефское, когда в целях установления и поддержания тесной связи армии с тылом части приписывались к городам с присвоением им названия соответствующего населенного пункта;
- национальные (Казахские, Таджикские, Узбекские и т. п.);
- сословные — назывались в честь отдельных сословий и более мелких групп населения (6-й Кубанский казачий механизированный полк, 94-й Крестьянский стрелковый полк).

После Гражданской войны существовали и другие «экзотические» почётные наименования такие как бригада Незаможных селян, кавалерийский полк Красных коммунаров и другие. В 1930-х годах подобные наименования были упразднены.
Награждение объединений, соединений и частей прибавляло к их наименованию сведения о наградах. Их перечисление в наименовании соединения (части) осуществлялось в порядке старшинства награды. В случае награждения орденом Красного Знамени или Почетным Революционным Красным Знаменем использовалась к наименованию добавлялось «Краснознаменная» (ый). Существовало исключение. Это правило не распространялось на орден Трудового Красного Знамени. Характерный пример — 19-я Тамбовская стрелковая дивизия, награждённая 4 мая 1925 года орденом Трудового Красного Знамени за трудовые достижения — за спасение урожая от вредителя. Но к наименованию «Краснознаменная» не было добавлено. При награждении несколькими орденами Красного Знамени к наименованию дополнительно ничего не добавлялось. Только в декабре 1943 года появилось наименование «дважды» и «трижды» «Краснознаменные» соединения и части РККА.
В июле 1938 года Народный Комиссар Обороны Союза ССР Маршал Советского Союза Ворошилов предпринял первую попытку привести в соответствие нумерацию и регалии воинских формирований, издав приказ «О введении в действие Инструкции по зашифровыванию действительных наименований войсковых частей условными номерами и порядке пользования ими».
В 1940 году Народный Комиссар обороны Союза ССР Маршал Советского Союза Тимошенко своим приказом изменил наименования воинских частей и соединений. Впредь почетное наименование ставилось после обозначения рода войск: 83-я Туркестанская горная стрелковая дивизия стала именоваться 83-я горно-стрелковая Туркестанская дивизия.
Общие правила действительного наименования формирования в ВС СССР регламентировались Директивой Генерального штаба Красной Армии № Орг/2/2143н/с, от 27 декабря 1943 года, согласно которой с целью единообразного наименования воинских частей и соединений, награждённых правительственными наградами и получившими наименования в ознаменование боевых заслуг установлена последовательность в наименовании частей и соединений:
1. номер части или соединения;
2. статус «отдельная» (только для отдельных частей и соединений до бригады включительно);
3. почётное звание «гвардейская»;
4. род войск (стрелковая, танковая, мотострелковая, горно-стрелковая, морская стрелковая, саперная, пластунская и т. д.);
5. присвоенное наименование («Киевская», «Харьковская», «Смоленская» и т. д.);
6. полученные правительственные награды («ордена Ленина», «ордена Суворова» и т. д., а для награждённых орденом Красного Знамени «Краснознамённая»). При награждении орденами, имеющими разные степени, в наименовании степень не указывалась. Для частей и соединений, награждённых несколькими орденами, последовательность наименований в порядке, определённом Приказом НКО № 240 от 1943 года.
7. часть (рота, батарея, эскадрон, батальон, дивизион, полк, бригада, дивизия, корпус)
8. имя присвоенное части или соединению (имени Верховного Совета РСФСР, имени Александра Матросова и т. д.);

Примеры правильного написания полного наименования формирований ВС СССР:
- 55-я гвардейская стрелковая Иркутская ордена Ленина, трижды Краснознаменная, ордена Суворова дивизия имени Верховного Совета РСФСР;
- 83-я отдельная морская стрелковая Новороссийская Краснознаменная бригада;
- 254-й гвардейский стрелковый полк имени Александра Матросова;
- 1-я гвардейская смешанная авиационная Свирская Краснознамённая дивизия.
- 1-й отдельный гвардейский саперный Свирский Краснознамённый батальон
- 9-й отдельный гвардейский миномётный дивизион реактивной артиллерии
- 345-й отдельный гвардейский парашютно-десантный Венский Краснознамённый, ордена Суворова полк имени 70-летия Ленинского комсомола
- 70-я отдельная гвардейская мотострелковая дважды Краснознаменная, орденов Кутузова и Богдана Хмельницкого бригада
- 5-й отдельный гвардейский Демблинско-Померанский орденов Кутузова и Александра Невского полк связи[5]. Фото боевого знамени 5-го огпс Архивная копия от 15 марта 2016 на Wayback Machine.
- 3-я отдельная гвардейская Варшавско-Берлинская Краснознамённая, ордена Суворова бригада специального назначения[6]. Фото боевого знамени 3 огв.брСпН Архивная копия от 20 января 2013 на Wayback Machine.

## Написание действительного наименования формирования в Вооружённых Силах Российской Федерации
Общие правила действительного наименования воинских частей и соединений в ВС России регламентируются приказом Министра обороны Российской Федерации, содержание которого составляет охраняемые сведения и не подлежит публикации. В связи с этим, элементы действительного наименования объединений, соединений и воинских частей указываются в той же последовательности, что и регламентированные Директивой Генерального штаба Красной Армии от 27 декабря 1943 года. В действительных наименованиях частей и соединений также, как и в ВС СССР традиционно именуются почётные наименования, установленные Указом Президента Российской Федерации.
Ордена иностранных государств в названии не упоминаются.
Примеры правильного написания полного наименования формирований Вооружённых Сил Российской Федерации:
- 1-я гвардейская мотострелковая Иркутская, Смоленско-Берлинская ордена Ленина, дважды Краснознамённая, орденов Суворова и Кутузова дивизия;
- 3-й отдельный гвардейский мотострелковый Амурский казачий полк;
- 123-й отдельный ордена Красной Звезды батальон радиационной, химической и биологической защиты;
- Кадр 1-й отдельной гвардейской мотострелковой бригады.

## Написание действительного наименования формирования в других государствах
В вооружённых силах других государств написание действительного наименования формирования может существенно отличаться по синтаксическим особенностям построения предложения в том или ином языке. В отличие от наименований в ВС СССР/Российской Федерации, порядковый номер формирования может находиться как на первом месте, так и на последнем. Другим отличием текста от советских боевых знамён, в обозначении порядкового номера, является часто встречающееся буквенное окончание порядкового числительного либо знак номера.
Ниже указаны примеры установленного порядка написания формирований, косвенно подтверждаемые текстом на боевых знамёнах и применением в официальных источниках (указан дословный перевод):
- ВС Франции: Порядковый номер → тип формирования → род войск. Для формирований Иностранного легиона в конце указывается принадлежность к нему.
  - 1er régiment de parachutistes d’infanterie de marine — 1-й полк парашютистов морской пехоты;
  - 13e demi-brigade de Légion étrangère — 13-я полубригада Иностранного легиона.
- ВС США: Порядковый номер → род войск → тип формирования:
  - 167th Support Battalion — 167-й обеспечения батальон;
  - 1st marine division — 1-я морской пехоты дивизия[8].
- ВС Испании: Тип формирования → род войск → почётное название → порядковый номер:
  - Regimiento de Infantería Mecanizada «Castilla» n.º 16 — полк пехоты механизированной «Кастилья» № 16[9].
- ВС Италии: Порядковый номер → тип формирования → род войск → почётное название:
  - 21° Reggimento Artiglieria Terrestre «Trieste» — 21-й полк артиллерии сухопутных войск «Триест»[10]
- ВС Германии: Порядок написания зависит от уровня формирования. Для дивизий и формирований выше: Порядковый номер → род войск → тип формирования. Для формирований от уровня бригады и ниже: Род войск → тип формирования → порядковый номер → почётное название:
  - 13. Panzergrenadierdivision — 13-я мотопехотная дивизия[11].
  - Fallschirmjägerregiment 26 — парашютно-десантный полк 26-й[11].
  - Panzerbrigade 12 «Oberpfalz» — Танковая бригада 12-я «Верхний Пфальц»[12].
- ВС Украины. Порядок написания совпадает с написанием в ВС СССР/ВС РФ: Порядковый номер → статус отдельный(-ая) → гвардейский статус → род войск → почётное название → перечисление наград → тип формирования → имя присвоенное формированию. В некоторых случаях род войск (принадлежность) указывается после типа формирования.

Перечень воинских  частей, учреждений Вооружённых Сил Украины, Национальной гвардии Украины, узлов правительственной связи Государственной службы специальной связи и защиты информации Украины, органпв Государственной пограничной службы Украини та подразделений Государственной специальной службы транспорта, высших военных учебных заведений и организаций, сохраняющих дале ранее присвоенные почётные наименовання и наименование которых уточняется, приведён в Указе Президента Украины от 30 октября 2000 года № 1173 «Об упорядочении присвоения почётных наименовани воинским частям, учреждениям, узлам связи, органам и подразделениям» (укр. ).
- - 8-й окремий полк спеціального призначення — 8-й отдельный полк специального назначения[14]
  - 24-я механізована Самаро-Ульянівська Бердичівська Залізна ордена Жовтневої Революції тричі орденів Червоного Прапора орденів Суворова і Богдана Хмельницького дивізія імені князя Данила Галицького — 24-я механизированная Самаро-Ульяновская Бердичевская Железная, трижды Краснознамённая, орденов Октябрьской революции, Суворова и Богдана Хмельницкого дивизия имени князя Данилы Галицкого[15]
- ВС Казахстана. Порядок написания зависит от наличия наград, почётного наименования и имени присвоенного формированию. При отсутствии таковых — порядок полностью соответствует написанию на русском языке. При наличии таковых порядок написания будет следующий: Перечисление наград → имя присвоенное формированию → порядковый номер → статус отдельный(ая) → гвардейский статус → род войск → тип формирования
  - 35-ші жеке гвардиялық десанттық-шабуылдаушы бригадасы — 35-я отдельная гвардейская десантно-штурмовая бригада (смотреть Боевое знамя на фото)
  - 3-ші дәрежелі Кутузов және 2-ші дәрежелі Богдан Хмельницкий орденды 6-шы механикаландырылған бригада — орденов Кутузова 3-й степени и Богдана Хмельницкого 2-й степени 6-я механизированная бригада (смотреть Боевое знамя на иллюстрации)

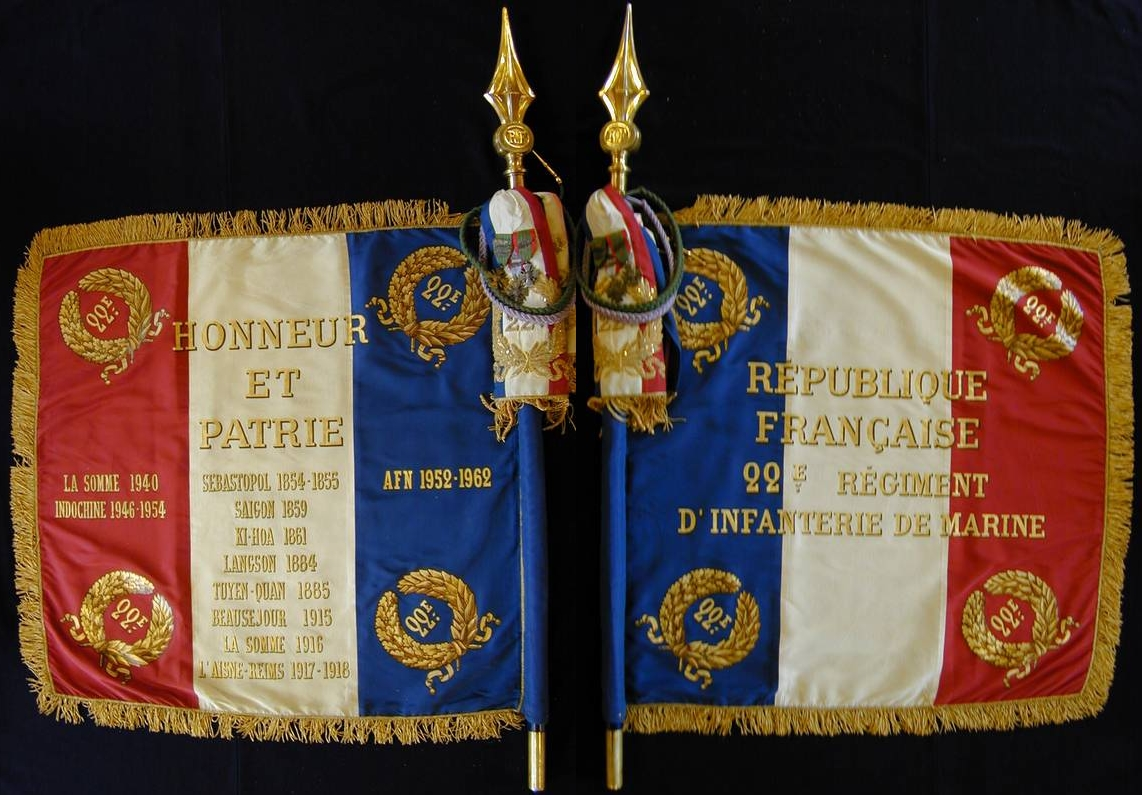
Боевое знамя 22-го полка морской пехоты ВС Франции
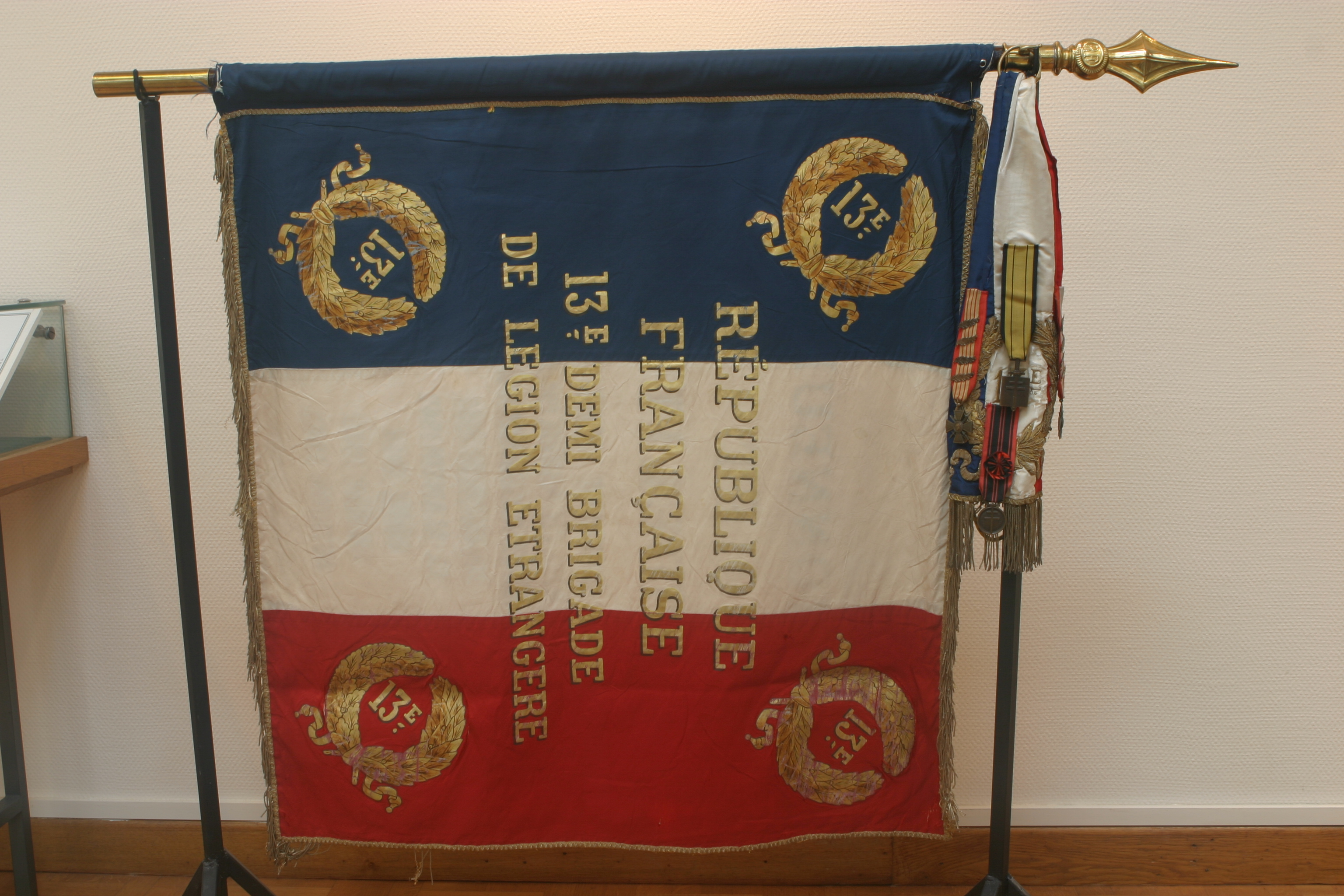
Боевое знамя 13-й полубригады Иностранного легиона ВС Франции
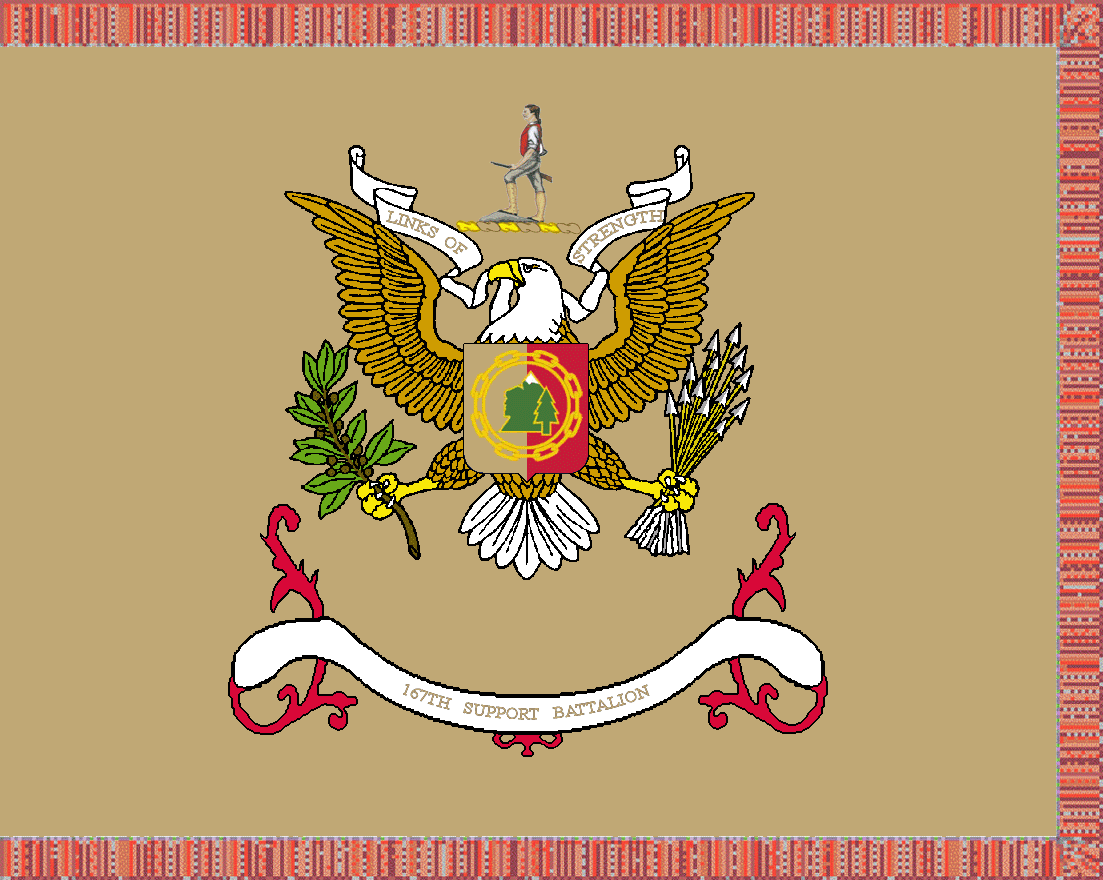
Боевое знамя 167-го батальона обеспечения ВС США
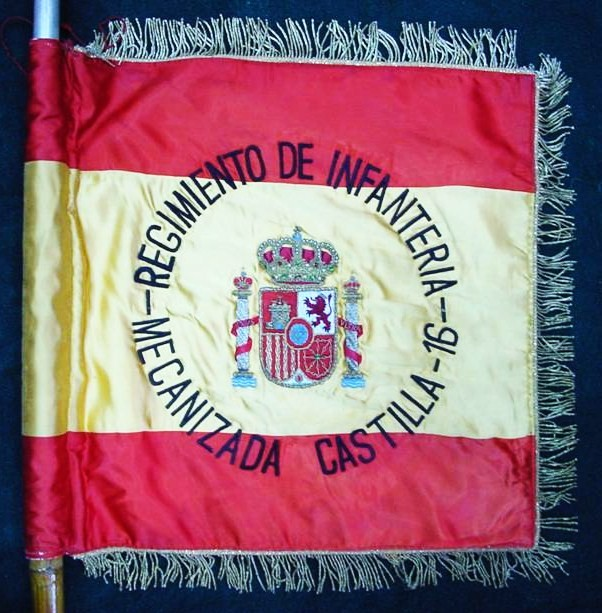
Боевое знамя Полка механизированной пехоты «Кастилья» №16 ВС Испании
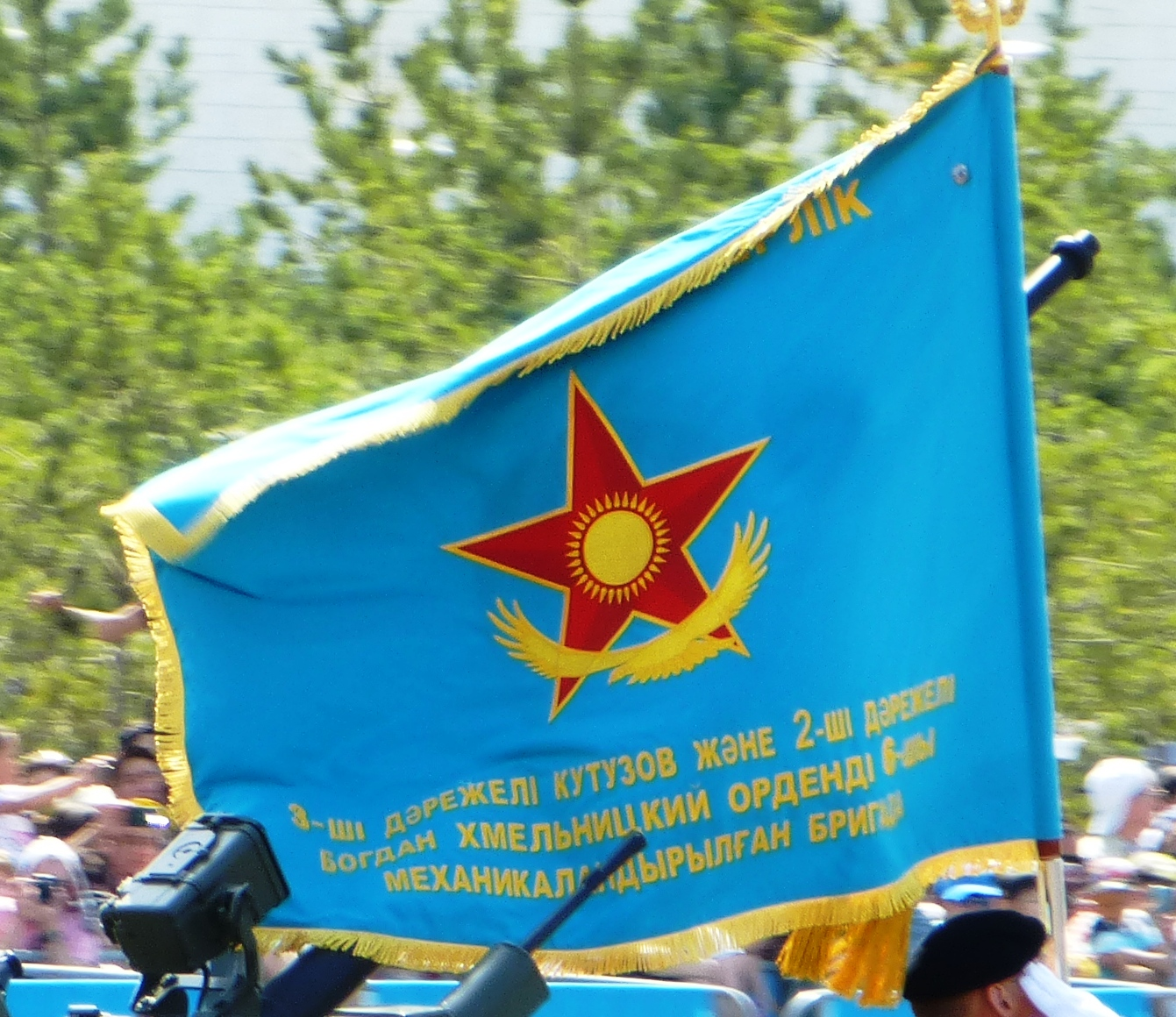
Боевое знамя 6-й механизированной бригады ВС Казахстана